# BS-3 100mm野砲

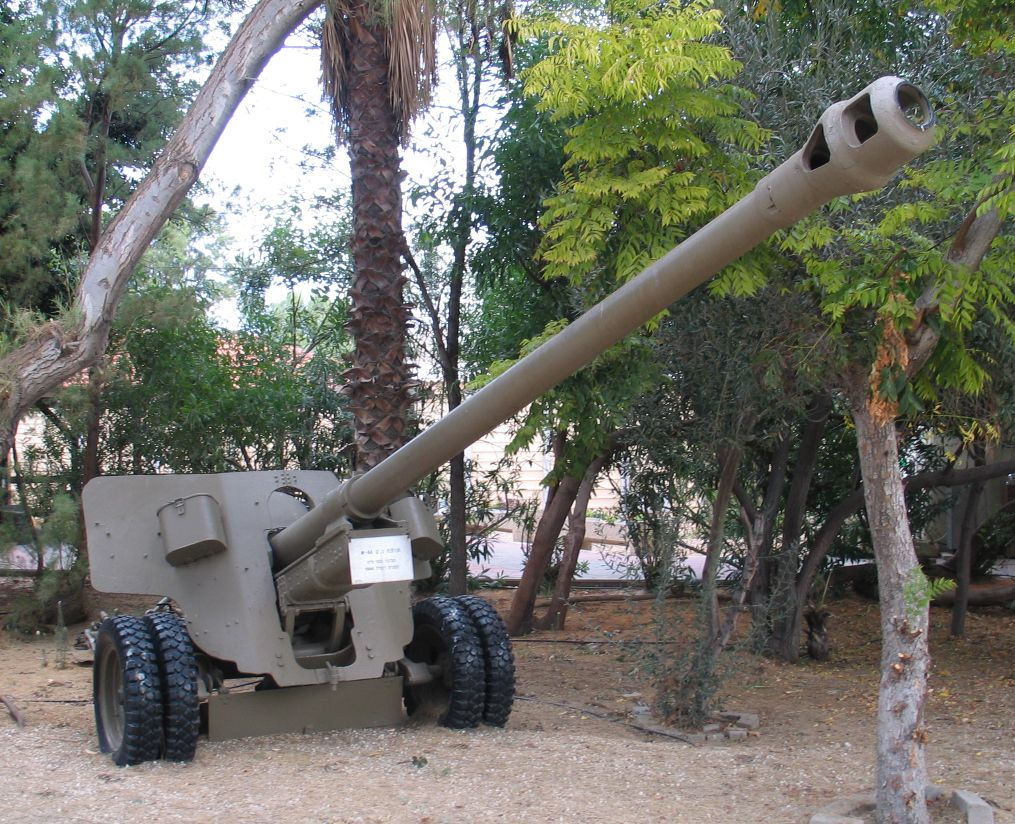
BS-3（M1944） 100mm野砲

M1944 100mm野砲（BS-3）（100-мм полевая пушка обр. 1944 г. (БС-3)）は、第二次世界大戦中にソビエト連邦が開発した対戦車砲兼用の野砲である。

## 開発
ソビエト連邦は大祖国戦争において、ドイツの戦車に対抗する対戦車砲として76.2mm口径のZiS-3 76mm野砲とA-19 122mmカノン砲などの重砲を使用していたが、クルスクの戦いで実戦デビューしたパンター中戦車やティーガーI重戦車に対抗するにはZiS-3では特にティーガーに対して威力不足であった。
旧式のZiS-2 57mm対戦車砲やA-19ならばティーガーの装甲を貫通可能であったので、ZiS-2の生産が急遽再開されたが、小口径長砲身の砲身ゆえに調達コストが高過ぎて十分な数を揃えることができず、A-19などの重砲は重量過大であり、機動力に欠け運用性が低かった。
さらに、当時のソ連では、無反動砲や対戦車ロケットランチャーなどのHEAT弾頭を利用した携帯可能な対戦車兵器の開発が遅れていた（HEAT弾自体は、榴弾砲などの火砲用に製造されていた）ため、ZiS-3よりも高威力でありながらA-19などよりも軽量な対戦車砲を必要としていた。この要求に基づいて開発されたのが、BS-3 100mm野砲とD-44 85mm野砲である。

## 運用

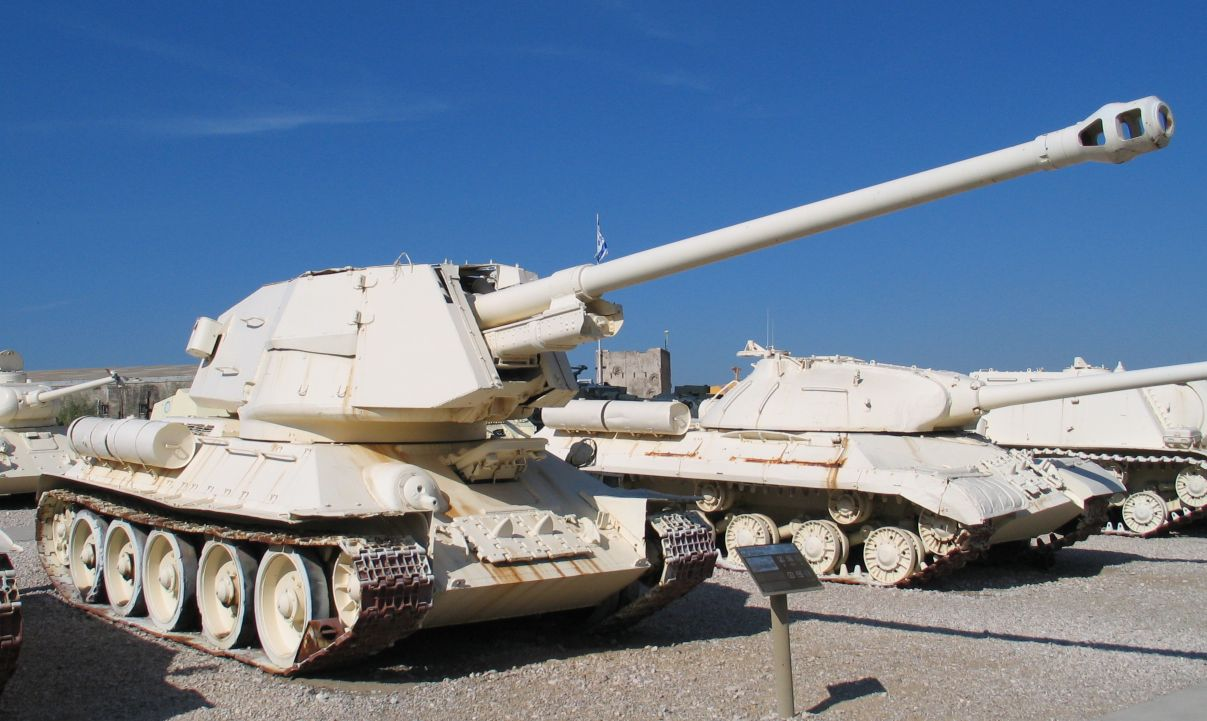
T-100駆逐戦車

BS-3は対戦車砲としての運用を念頭に置いて開発され、軍団直轄の砲兵連隊に配備された。なお、ZiS-3の後継にはD-44を充てる予定であったが、開発と生産の開始が終戦に間に合わなかった。
戦後はD-48 85mm対戦車砲とT-12 100mm対戦車砲の開発に伴って第一線部隊から退役し、ワルシャワ条約機構加盟国やエジプト、シリア、インド、モンゴル、中国、北朝鮮に供与され、中東戦争や印パ戦争などに投入された。現在のロシア連邦軍でも多数が予備兵器として保管されている。
また、エジプトではT-34-85の砲塔を大きく切除して改造し、BS-3を搭載したT-100（T-34/100）駆逐戦車を製造している。
2022ウクライナ-ロシア戦争では、ウクライナ国境警備隊にBS-3が配備された。

### 現役
- キプロス - 2023年時点で、キプロス国家守備隊が6門を保有している[1]。
- キルギス - 2023年時点で、キルギス陸軍が18門を保有している[2]。

## スペック
- 口径：100mm
- 全長：9.37m
- 全幅：2.15m
- 重量：3,650kg
- 砲身長：5,960mm（59.6口径、マズルブレーキと薬室を含む）
- 仰俯角：-5°~+45°
- 左右旋回角：58°
- 運用要員：6-8名
- 砲口初速：900m/毎秒
- 発射速度：8-10発/分（最大）
- 射程：20,000m（標準榴弾）
- 生産期間：1944年-
- 生産総数：3,816門

## 登場作品

### ゲーム
『War Thunder』
ソビエト連邦のプレミアム車両としてT-34-100が購入可能。
『トータル・タンク・シミュレーター』
ソビエト連邦・ドイツの改カノン砲として使用可能。